# Константий I Трапезундски
Константий (на гръцки: Κωνστάντιος, Константиос) е гръцки духовник, митрополит на Вселенската патриаршия.

## Биография
Роден е в Трапезунд в 1771 година. Става монах в манастира „Свети Георги Перистереотски“. През юли 1830 година е избран за трапезундски митрополит. Умира в Трапезунд на 15 април 1879 година.